# Pteromicra nigripalpis
Pteromicra nigripalpis är en tvåvingeart som beskrevs av Rudolf Rozkošný 1979.
Pteromicra nigripalpis ingår i släktet Pteromicra och familjen kärrflugor. Artens utbredningsområde är Mongoliet. Inga underarter finns listade i Catalogue of Life.